# L'Imagination sociologique
L'Imagination sociologique (titre original : The Sociological Imagination) est un essai de sociologie de l'Américain Charles Wright Mills publié en 1959.
Cet ouvrage majeur a été désigné comme le deuxième plus important publié par la discipline au XXe siècle à l'issue d'un sondage réalisé parmi les membres de l'Association internationale de sociologie en 1997 : au classement, il suit Économie et société de Max Weber et précède Social Theory and Social Structure de Robert King Merton, qui se classe donc troisième.